# Beta trigyna
Beta trigyna là loài thực vật có hoa thuộc họ Dền. Loài này được Waldst. & Kit. mô tả khoa học đầu tiên năm 1800.